# Incestophantes calcaratus
Incestophantes calcaratus là một loài nhện trong họ Linyphiidae.
Loài này thuộc chi Incestophantes. Incestophantes calcaratus được James Henry Emerton miêu tả năm 1909.